# Николай Шарков
Николай Шарков е български стоматолог. Председател на Българския зъболекарски съюз.

## Биография
Роден е на 12 юли 1956 г. в град София, Народна република България. Прекарва голяма част от живота си в Бургас, където завършва Английска езикова гимназия „Гео Милев“ с отличен успех, след което е приет за студент по „Стоматология“ („Дентална медицина“) в Медицински университет – София, където също завършва с отличен успех. По-късно добавя още две специалности – „Детска дентална медицина“ и „Обща дентална медицина“, и още една магистърска степен по „Бизнес администрация“ със специалност „Здравен мениджмънт“. Има двама сина - Аркади Шарков (икономист и преподавател) и Росен Шарков (юрист).
От 1989 г. е преподавател в катедра „Детска дентална медицина“ към Медицински университет – София.
Става член на Борда на директорите на Съвета на европейските зъболекари (Council of European Dentists).
През октомври 2021 г. е избран за ковчежник на Световната дентална федерация.
През 26 септември 2023 г. д-р Шарков е избран за президент на Световната дентална федерация с гласовете на представителите на 97 държави.
.